# Antherotoma clandestina
Statut de conservation UICN

EN : En danger
Espèce
Antherotoma clandestina est une espèce de plantes à fleurs du genre Antherotoma et de la famille des Melastomataceae. C'est une plante herbacée présente seulement au Cameroun a priori, et est considérée comme une espèce en danger d'après les critères de l'UICN, menacée par la dégradation de l'écosystème environnant et l'agriculture et l'élevage intensifs.

## Description
Antherotoma clandestina est une herbe de 12 cm de haut environ, avec une tige étroite .

## Répartition géographique et habitat
On trouve cette plante entre 1 500 et 1 800 m d'altitude.
Elle pousse en général sur des roches humides ou des basaltes, probablement en plein soleil.
Cette plante semble endémique au Cameroun, et plus précisément elle a été trouvée dans la région d'Adamaoua : au mont Vokré et à Ngaha, Ngaoundere,.

## Conservation

### Statut en danger
Antherotoma clandestina est considérée comme menacée depuis 2015 d'après les critères de l'UICN .
En effet, cette espèce a été repérée seulement à 2 endroits différents, occupant une superficie minimale de 8 km2.
Il est fort probable qu'elle continue à disparaître étant donné la qualité de son habitat à cause du bétail élevé dans la région.
Cette espèce est menacée par la dégradation de l'écosystème dans cette région, notamment due à l'agriculture intensive .

### Action pour sa protection
Les sites sur lesquels elle a été trouvée doivent être revisités afin d'évaluer si cette espèce est plus commune que l'on le pense actuellement et si les menaces sont significatives ou non. En particulier, revisiter ses sites à la fin de la saison humide lorsque les graines sont produites permettrait de mesurer la régénération de cette espèce et sa densité, d'obtenir des graines pour l'étudier et de réévaluer la menace de disparition avec de plus amples informations .